# Diocesi di Villa María
La diocesi di Villa María (in latino Dioecesis Civitatis Mariae) è una sede della Chiesa cattolica in Argentina suffraganea dell'arcidiocesi di Córdoba. Nel 2022 contava 320.390 battezzati su 396.450 abitanti. È retta dal vescovo Samuel Jofré.

## Territorio
La diocesi comprende alcuni dipartimenti della provincia di Córdoba in Argentina: General San Martín, Marcos Juárez (metà settentrionale fino al confine nord delle parrocchie di Corral de Bustos e Isla Verde, che appartengono alla diocesi di Villa de la Concepción del Río Cuarto), Río Segundo (parte sudorientale, inclusa la parrocchia di Pozo del Molle), Tercero Arriba (eccetto la zona di Corralito), Unión (metà settentrionale fino al confine nord delle parrocchie di Laborde, Monte Maíz e Pascanas, che appartengono alla diocesi di Villa de la Concepción de Río Cuarto) e Calamuchita (metà meridionale).
Sede vescovile è la città di Villa María, dove si trova la cattedrale dell'Immacolata Concezione.
Il territorio si estende su 28.000 km² ed è suddiviso in 51 parrocchie.

## Storia
La diocesi è stata eretta l'11 febbraio 1957 con la bolla Quandoquidem adoranda di papa Pio XII, ricavandone il territorio dall'arcidiocesi di Córdoba.
Il 18 luglio 1960 in virtù del decreto Maiori animarum della Sacra Congregazione Concistoriale acquisì la parrocchia de La Cruz dall'arcidiocesi di Córdoba.
Il 15 ottobre 1962 papa Giovanni XIII con il breve Civitas Mariae ha dichiarato la Beata Maria Vergine Immacolata patrona principale della diocesi, e San Giuseppe lavoratore e San Pio X patroni secondari.

## Cronotassi dei vescovi
Si omettono i periodi di sede vacante non superiori ai 2 anni o non storicamente accertati.
- Alberto Deane, C.P. † (13 marzo 1957 - 15 aprile 1977 dimesso)
- Cándido Genaro Rubiolo † (15 aprile 1977 - 11 ottobre 1979 nominato arcivescovo di Mendoza)
- Alfredo Guillermo Disandro † (16 aprile 1980 - 23 giugno 1998 ritirato)
- Roberto Rodríguez † (23 giugno 1998 - 24 maggio 2006 nominato vescovo di La Rioja)
- José Ángel Rovai † (3 ottobre 2006 - 28 febbraio 2013 ritirato)
- Samuel Jofré, dal 28 febbraio 2013

## Statistiche
La diocesi nel 2022 su una popolazione di 396.450 persone contava 320.390 battezzati, corrispondenti all'80,8% del totale.
| anno | popolazione | popolazione | popolazione | presbiteri | presbiteri | presbiteri | presbiteri                | diaconi | religiosi | religiosi | parrocchie |
| anno | battezzati  | totale      | %           | numero     | secolari   | regolari   | battezzati per presbitero | diaconi | uomini    | donne     | parrocchie |
| ---- | ----------- | ----------- | ----------- | ---------- | ---------- | ---------- | ------------------------- | ------- | --------- | --------- | ---------- |
| 1962 | 273.000     | 286.000     | 95,5        | 65         | 47         | 18         | 4.200                     |         | 26        | 150       | 37         |
| 1970 | 285.000     | 320.000     | 89,1        | 67         | 46         | 21         | 4.253                     |         | 36        | 105       | 43         |
| 1976 | 318.000     | 362.000     | 87,8        | 64         | 45         | 19         | 4.968                     |         | 29        | 100       | 43         |
| 1980 | 341.000     | 363.000     | 93,9        | 53         | 30         | 23         | 6.433                     |         | 32        | 67        | 45         |
| 1990 | 390.000     | 410.000     | 95,1        | 43         | 29         | 14         | 9.069                     |         | 21        | 77        | 47         |
| 1999 | 352.000     | 362.000     | 97,2        | 69         | 52         | 17         | 5.101                     |         | 17        | 52        | 48         |
| 2000 | 400.000     | 443.000     | 90,3        | 71         | 54         | 17         | 5.633                     |         | 17        | 50        | 49         |
| 2001 | 353.000     | 373.153     | 94,6        | 69         | 53         | 16         | 5.115                     |         | 16        | 50        | 49         |
| 2002 | 330.000     | 373.646     | 88,3        | 73         | 62         | 11         | 4.520                     |         | 13        | 43        | 49         |
| 2003 | 308.000     | 374.000     | 82,4        | 83         | 72         | 11         | 3.710                     |         | 11        | 40        | 50         |
| 2004 | 308.000     | 375.000     | 82,1        | 81         | 71         | 10         | 3.802                     |         | 10        | 37        | 50         |
| 2010 | 305.000     | 382.000     | 79,8        | 76         | 68         | 8          | 4.013                     |         | 9         | 34        | 50         |
| 2014 | 316.800     | 398.000     | 79,6        | 69         | 64         | 5          | 4.591                     |         | 5         | 25        | 50         |
| 2017 | 326.850     | 410.603     | 79,6        | 63         | 59         | 4          | 5.188                     | 3       | 4         | 15        | 50         |
| 2020 | 314.700     | 389.200     | 80,9        | 61         | 57         | 4          | 5.159                     | 3       | 4         | 10        | 51         |
| 2022 | 320.390     | 396.450     | 80,8        | 60         | 56         | 4          | 5.339                     | 3       | 4         | 10        | 51         |